# Посольство Польщі в Естонії
Посольство Республіки Польща в Естонії (ест. Poola Vabariigi Suursaatkond Tallinnas, пол. Ambasada Rzeczypospolitej Polskiej w Tallinnie) — дипломатичне представництво Республіки Польща в Естонії.

## Структура установи
- Політично-економічний та консульський відділ
- Військовий аташат

## Історія
27 січня 1921 року відроджена Польща де-юре визнала Естонську Республіку. Того дня відповідний акт про визнання, який 31 грудня 1920 р. підписав міністр закордонних справ Польщі Євстахій Сапєга, через польського посланника Леона Василевського було вручено владі Естонії. Датою встановлення відносин слід вважати 4 травня 1921 року, коли представник Естонської Республіки Олександр Геллат подав рекомендаційні листи до Міністерства закордонних справ у Варшаві. Між тим, першого посланника Польщі в Естонії Леона Василевського акредитували раніше — 24 квітня 1920. Перед Другою світовою війною польське посольство в Таллінні розташовувалося за адресою: вул. Кохту, 10.
9 вересня 1991 року Польща та Естонія відновили свої дипломатичні відносини. 2 липня 1992 року в Таллінні було підписано «Договір між Республікою Польща та Естонською Республікою про дружнє співробітництво та балтійське добросусідство». З 1993 року в Таллінні запрацювало Посольство Республіки Польща в Естонії, розташоване в 1994 році на Пярнуському шосе (Pärnu maantee 8) зусиллями посла Якуба Волонсевича, а 1995 року відкрилося Посольство Естонії у Польщі.